# ZONE FINAL in 日本武道館 2005/04/01〜心を込めてありがとう〜
『ZONE FINAL in 日本武道館 2005/04/01〜心を込めてありがとう〜』（ゾーン・ファイナル・イン・にっぽんぶどうかん・ニセンゴ・ゼロヨン・ゼロイチ・こころをこめてありがとう）は、日本のガールズロックバンド・ZONEの5作目の映像作品。

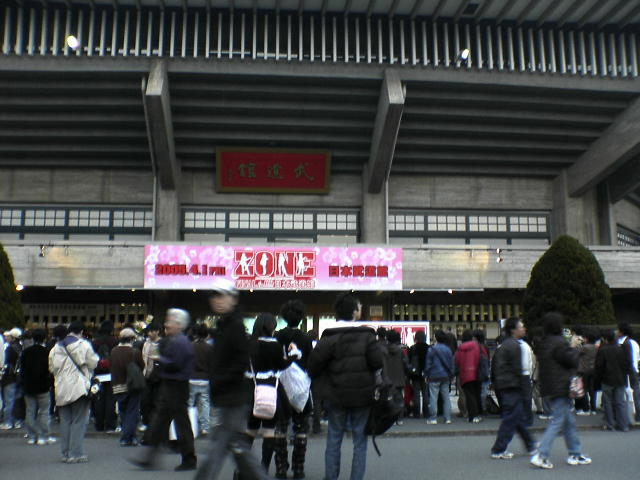
ZONEの解散コンサートが行われた日本武道館

## 内容
前作『ZONE CLIPS 03〜2005 卒業〜』から1ヶ月ぶり、初のライブビデオ。DVD盤とUMD盤で同時発売された。
2005年3月18日から4月1日に全国のホールで敢行されたライブツアー『ZONE SPRING TOUR 2005〜夏まで待てない!ZONE桜ツアー〜改め ZONE卒業コンサート』から最終日のZONE FINAL in 日本武道館公演が収録されている。初回生産仕様盤には特典としてレプリカバックステージパスが同梱された。

## 収録曲
本編
1. Opening
2. GOOD DAYS
3. 大爆発 NO.1
4. MC1
5. secret base〜君がくれたもの〜
6. 白い花
7. 一雫
8. 僕の手紙
9. 夢ノカケラ…
10. GO!
MIZUHOによるソロボーカル曲。
11. Sae Zuri
MAIKOによるソロボーカル曲。
12. ROCKING
TOMOKAによるソロボーカル曲。
13. 風のはじまる場所
MIYUによるソロボーカル曲。
14. Behind the STAGE〜バックステージ・ドキュメント〜
15. MC2
16. For Tomorrow
17. true blue
18. 太陽のKiss
19. H・A・N・A・B・I〜君がいた夏〜
20. 証
21. 空想と現実の夜明け
22. さらりーまん
23. 笑顔日和
24. MC3
25. 一緒にいたかった

アンコール
1. Once Again
2. MC4
3. glory colors 〜風のトビラ〜
4. MC5

ダブルアンコール
1. 卒業
2. MC6

トリプルアンコール
1. secret base〜君がくれたもの〜
2. Ending
「secret base〜君がくれたもの〜 (Piano Ver.)」が使用された。

## 参加ミュージシャン
ZONE
- MIYU：Vocal & Guitar
- MIZUHO：Vocal & Drums
- MAIKO：Vocal & Bass
- TOMOKA：Vocal & Guitar